# DDO 169
DDO 169 (المعروف أيضا باسم UGC 8331) هي مجرة غير منتظمة تقع في كوكبة السلوقيان. وهو عضو في مجموعة M51 من المجرات وقياسه حوالي 5 × 1.5 كيلو فرسخ فلكي (16,000 × 5,000 سنة ضوئية). بنية المجرة واسعة النطاق غير منظمة جدا ولها مجموعتين من النجوم في أجزاءها الخارجية بالإضافة إلى الكتلة في المركز. هذه المجموعات تجعل من المستحيل عمليا تحديد منحنى دوران المجرة ويساهم في تباين كبير في أرقام المسافة التي يتم اشتقاقها بطرق مختلفة. المسافة الدقيقة إلى المجرة غير معروفة على الرغم من وجود بحث في عام 1998 قدر المسافة عند 8.23 مليون فرسخ فلكي.